# Подбережье (Бокситогорский район)
Подбережье — местечко в Ефимовском городском поселении Бокситогорского района Ленинградской области.

## История
В конце XIX — начале XX века местечко административно относилось к Соминской волости 1-го земского участка 3-го стана Устюженского уезда Новгородской губернии.

ПОДБЕРЕЖЬЕ — усадьба П. А. Швахгейм, число дворов — 12, жилых домов — 5, число жителей: 7 м. п., 10 ж. п.; Занятие жителей: земледелие, лесные заработки. Река Соминка и ключ. Часовня, мельница. (1910 год)

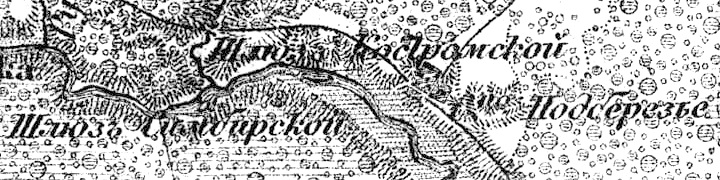
Местечко Подбережье на карте 1917 года

Согласно карте Новгородской губернии 1917 года, это было сельцо Подберезье.
По данным 1933 года посёлок Подбережье являлся административным центром Великосельского сельсовета Ефимовского района, в который входили 3 населённых пункта: деревни Великое Село, Лопастино и посёлок Подбережье, общей численностью населения 657 человек.
По данным 1936 года в состав сельсовета входили 6 населённых пунктов, 114 хозяйств и 2 колхоза.
По данным 1966, 1973 и 1990 годов местечко Подбережье входило в состав Ефимовского сельсовета Бокситогорского района.
В 1997 году в местечке Подбережье Ефимовской волости проживали 2 человека, в 2002 году — постоянного населения не было.
В 2007, 2010, 2015 и 2016 годах в местечке Подбережье Ефимовского ГП также не было постоянного населения.

## География
Местечко расположено в центральной части района на автодороге Ефимовский — Великое Село.
Расстояние до административного центра поселения — 8 км.
Расстояние до ближайшей железнодорожной платформы Фетино — 4 км. 
Местечко находится на левом берегу реки Соминка.

## Демография
| 1997 | 2002 | 2007 | 2010 | 2017 |
| ---- | ---- | ---- | ---- | ---- |
| 2    | ↘0   | →0   | →0   | →0   |